# Útközben
Pour plus de détails, voir Fiche technique et Distribution.
Útközben est un film hongrois réalisé par Márta Mészáros, sorti en 1979.

## Fiche technique
- Titre : Útközben
- Réalisation : Márta Mészáros
- Scénario : Márta Mészáros, Jan Nowicki et Marek Piwowski (en)
- Photographie : Tamás Andor
- Montage : Annamaria Szanto
- Musique : Zygmunt Konieczny (en)
- Pays de production : Hongrie
- Format : Couleurs - Mono
- Genre : drame
- Durée : 111 minutes
- Date de sortie : 1979

## Distribution
- Delphine Seyrig : Barbara
- Jan Nowicki : Marek
- Beata Tyszkiewicz : Teresa
- Gyula Benkő : Miklós (voix)
- Jerzy Radziwiłowicz : Színész
- Jerzy Stuhr